# 國立嘉義大學林森校區
國立嘉義大學林森校區位於嘉義市東區林森東路151號，是1957年臺灣省立嘉義師範學校（國立嘉義師範學院前身）創校校址，佔地約5.12公頃。1992年後國立嘉義師範學院行政中心及大部分學系遷校至民雄校區。2000年2月1日，與原國立嘉義技術學院合併成立國立嘉義大學，為林森校區。國立嘉義大學林森校區以東隔新生路，緊鄰嘉義地方法院，以西鄰近嘉義天后宮、嘉大附小。

## 校區沿革
1957年，「臺灣省立嘉義師範學校」於嘉義市林森國小舊址創校，以「培育優秀的國小師資，滿足當時國小師資的需求及南部地區國小教學輔導的需要才」為宗旨。1966年改制為「臺灣省立嘉義師範專科學校」，為五年制專科學校。1970年成立暑期部，1971年成立夜間部。1983年因應我國學前教育發展的需要，增設二年制幼稚教育師資科，培養幼稚園教師。1987年開始闢建民雄校區，同年7月升格改制為「臺灣省立嘉義師範學院」，招收大學部學生，並成立進修部，供在職小學、幼稚園教師及教育行政人員進修。1991年改隸中央，定名為「國立嘉義師範學院」，1992年民雄校區啟用，行政中心及大部分學系遷校至民雄校區。2000年2月1日，與「國立嘉義技術學院」整合成立「國立嘉義大學」，為林森校區。

## 校園環境
林森校區是嘉義大學位於林森東路的校區，國立空中大學在林森校區設有嘉義學習指導中心，而創新育成中心、產學營運及推廣處等行政單位也設在林森校區。目前設於林森校區的行政單位設有輔導大樓、創新育成中心、產學營運及推廣處；教學場館則有空大嘉義實習指導中心等。

### 校門
林森校區的校門為地處林森東路的兩座校門，一座為林森校區的正門，另一座為嘉義師範學校舊校門。

### 教學場館
國立空中大學嘉義學習指導中心
1986年國立空中大學成立，於國立嘉義大學林森校區設立嘉義學習指導中心，三樓為一般教室、臨時辦公室，四樓為電腦教室、學生活動中心，五樓為中心行政辦公室、學生上網室、視聽圖書室等。

### 飲食設施
林森校區餐廳

### 體育設施
運動場館有體育館（樂育堂）、運動場、籃球場。

### 教職員生宿舍
學生宿舍為女生宿舍（清雲齋）、男生宿舍（明德齋）。

## 外部連結
- 國立嘉義大學（页面存档备份，存于）